# 光口索深鼬鳚
光口索深鼬鳚，为輻鰭魚綱鼬魚目鼬魚科的其中一種，分布於全球各大洋，屬深海魚類，棲息深度在水深3965-5200公尺。本魚吻膨脹，眼遠小於吻，鰓蓋棘弱或不存在，沒有棘的前鰓蓋骨而且在後部地幾乎擴大達到鰓蓋的後緣，偽鰓絲狀突起2條，背鰭軟條114枚;臀鰭軟條93枚;脊椎骨65個，體長可達80.5公分，為稀有種，不具有經濟價值。